# Бельско (Печорский район)
Бельско — деревня в Печорском районе Псковской области России. Входит в состав сельского поселения «Паниковская волость».
Расположена на севере волости, в 9 км к югу от центра города Печоры и в 6 км к северу от волостного центра, деревни Паниковичи. В 0,5 км к западу проходит граница с Эстонией.

## Население
Численность населения деревни составляет 38 жителей (2000 год).
| 2001 | 2002 | 2010 |
| ---- | ---- | ---- |
| 38   | ↘29  | →29  |

## Топографические карты
- O-35-080-c Масштаб: в 1 км 500 м Госгисцентр